# 東山洪積世植物遺体包含層

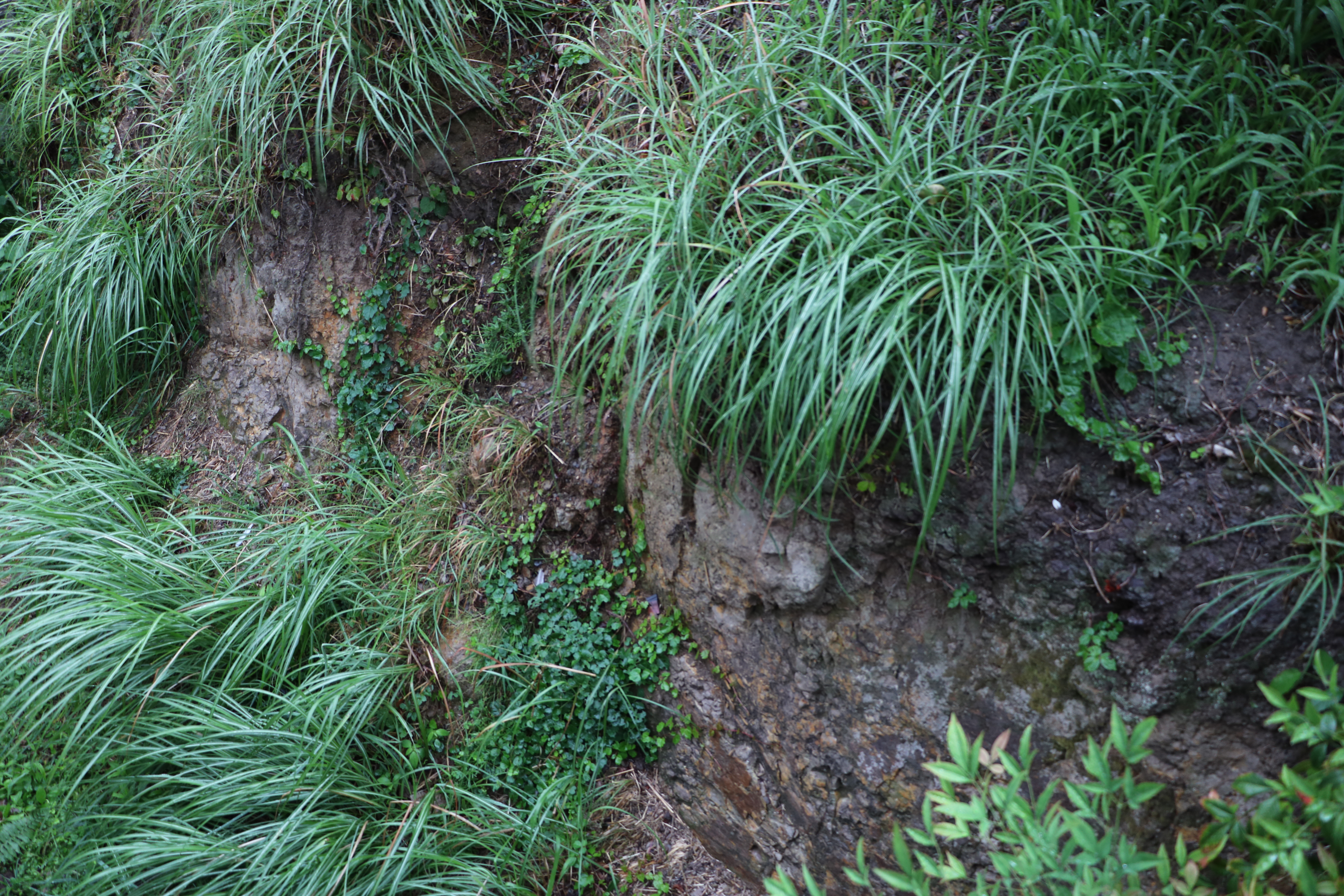
東山洪積世植物遺体包含層。2018年9月9日撮影。

東山洪積世植物遺体包含層（ひがしやまこうせきせいしょくぶついたいほうがんそう）は、京都府京都市東山区にある更新世の植物化石を含んだ地層の露頭である。
本露頭の地層は更新世前期に大阪湾から京都盆地まで海水が侵入していた内湾の堆積物であり、絶滅した種の植物化石を多く含んでいることから学術上の価値が高く、1943年（昭和18年）2月19日に国の天然記念物に指定された。

## 解説

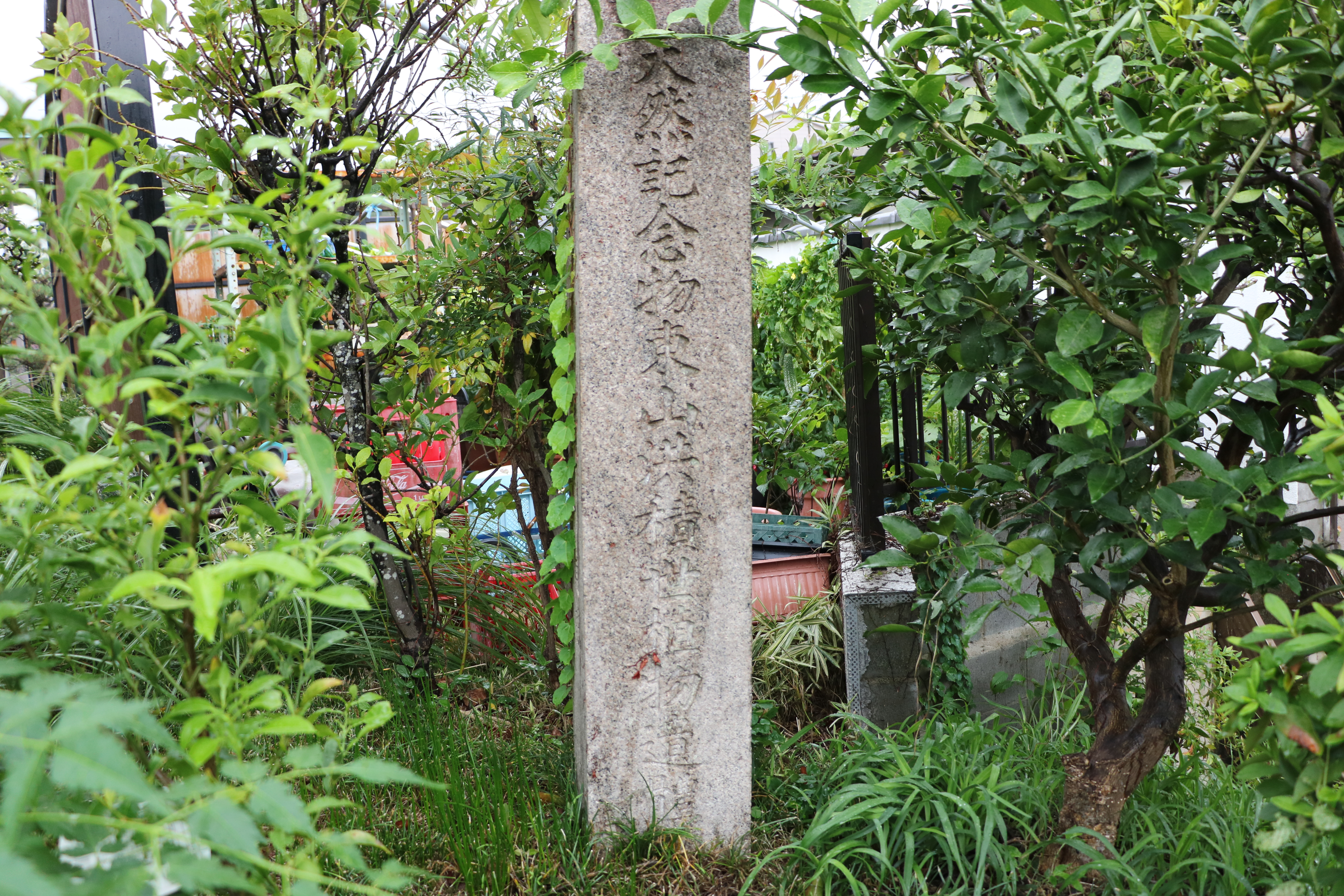
天然記念物指定の石碑。2018年9月9日撮影。

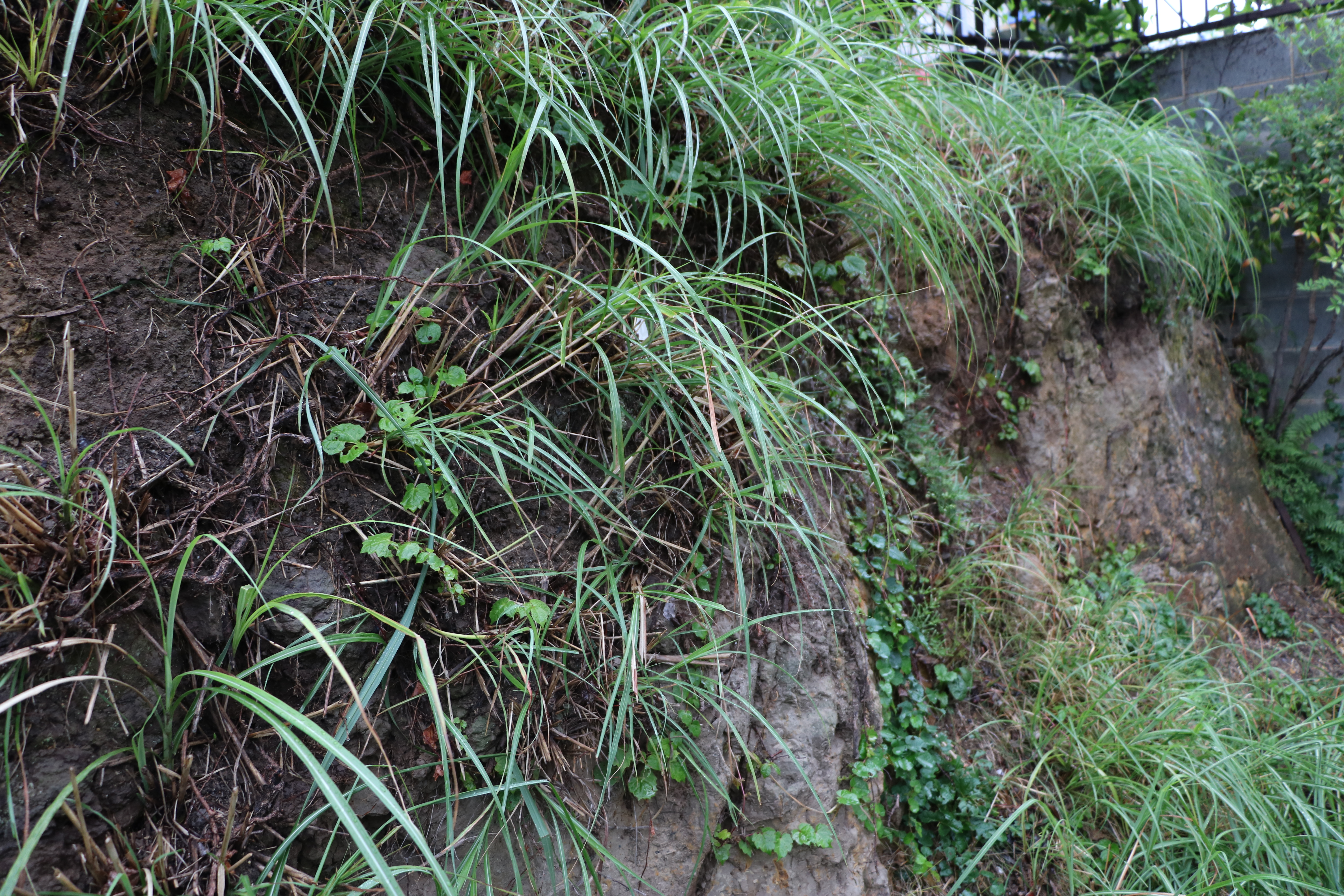
東山洪積世植物遺体包含層。2018年9月9日撮影。

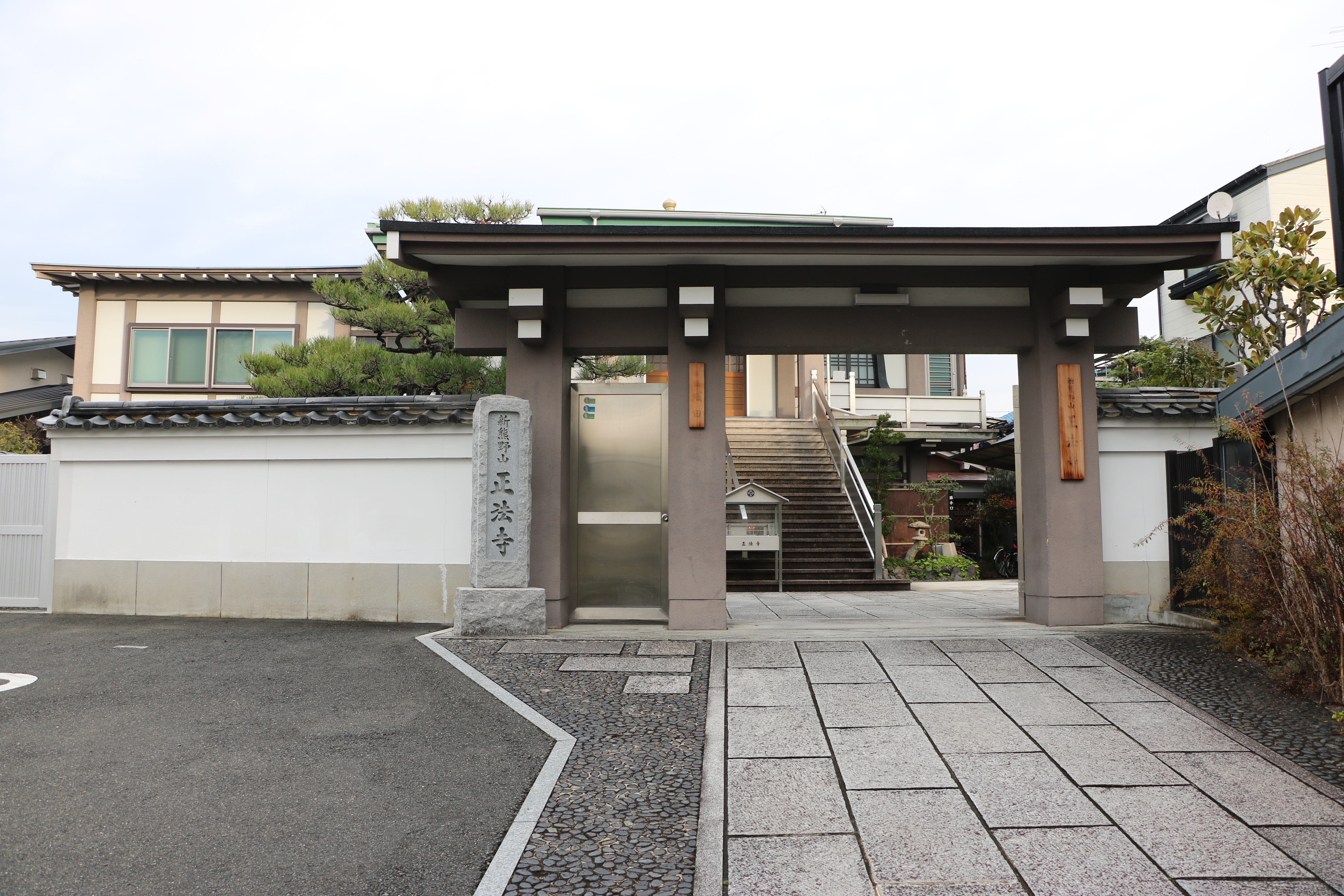
正法寺山門。2018年12月23日撮影。

東山洪積世植物遺体包含層は、京都府京都市東山区今熊野南日吉町にある浄土宗西山禅林寺派正法寺の境内の一角に位置しており、当天然記念物の所有者ならびに管理者は当寺院である。正法寺は東大路通の今熊野交差点から京都府道118号勧修寺今熊野線（通称、醍醐道、新醍醐道、山科街道、滑石街道）を東方向へ登った坂道の左側（北側）にある。付近一帯は京都盆地東縁の東山西側山腹斜面に住宅が密集する市街地であり、正法寺境内および本堂の直下を東海道新幹線の東山トンネルが東西方向に貫いている。
天然記念物に指定された露頭は正法寺境内南西の一角にある高さ約2メートル、幅3メートル程の小規模なもので、表面には海成粘土層、上部に砂質シルト層が見られる。1943年（昭和18年）の天然記念物指定当時は瓦土や壁土の採土場であった。
1948年（昭和23年）に行われた調査によれば、アマミゴヨウ・ゴヨウマツ・クロマツ・サワラ・ツガなど針葉樹の葉、毬果、種子のほかに、絶滅種の浮葉植物であるシリブトビシTrapa macropoda、同じく絶滅種の広葉樹であるコナンキンハゼSapium sebiferumvar.pleistoceaca、コウセキハマナツメPaliurus nippon-icus、シキシママンサクHamamelis parrotioides、アミメサワフタギSymplocos reticulata などの化石が確認された。
指定名称の東山洪積世植物遺体包含層の「洪積世」とは指定当時に使用されていた地質時代用語で、今日では更新世と呼ばれている。京都盆地東端から南東部一帯の地質は中部更新統の大阪層群深草層の上部が分布しており、東山から深草、伏見一帯にかつてあった採土場の露頭からは多数の植物化石が産出されていたが、今日では市街化によりこれらの露頭のほとんどが消失している。

## 交通アクセス
所在地
- 京都府京都市東山区今熊野南日吉町[1]。

交通
- JR奈良線・京阪電気鉄道京阪本線東福寺駅より徒歩約２５分[5]。